# Риккен, Ларс
Ларс Ри́ккен (нем. Lars Ricken, род. 10 июля 1976 года в Дортмунде, ФРГ) — немецкий футболист, игравший на позиции полузащитника за клуб «Боруссия» из Дортмунда. С 1993 года до 2007 года Риккен отыграл за дортмундский клуб 301 матч в Бундеслиге и забил 49 голов. Является трехкратным чемпионом Германии, победителем Лиги чемпионов УЕФА и обладателем Межконтинентального кубка по футболу в 1997 году.

## Биография
Играть в футбол Ларс Риккен начал еще в шестилетнем возрасте в местном клубе Дортмунда — TuS Eving-Lindenhorst. Свою карьеру в «Боруссии» немец начал в середине 1990-х. Проведя несколько блестящих сезонов, он стал звездой. Риккен забил памятный гол в финале Лиги чемпионов против «Ювентуса» через 16 секунд после выхода на замену.
Серия травм помешала Риккену добиться дальнейших успехов. Из-за них он пропустил два крупных международных соревнования: чемпионат мира 1998 и чемпионат Европы 2000. В 2002 году он помог своему клубу завоевать чемпионский титул. В этом же году Руди Фёллер вызвал его в сборную для участия в чемпионате мира 2002 года, в котором Германия дошла до финала, но на поле Ларс так ни разу не вышел.
После чемпионата мира Риккена продолжили преследовать травмы, и, как следствие, он так и не смог набрать форму. В апреле 2007 года новый тренер «Боруссии» Томас Долль отправил Риккена в дублирующий состав для восстановления формы. Форму набрать ему не удалось и в декабре 2007 года Риккен завершил карьеру. Последний матч за «Боруссию» он провёл 19 мая 2007 года, так и не реализовав и десятой доли своего игрового потенциала.
С 11 июля 2008 года Ларс Риккен — координатор клуба по работе с собственными воспитанниками. С июля 2009 года до июня 2011 года работал экспертом на платном телеканале Sky — он анализировал матчи Бундеслиги и Лиги Европы УЕФА.

## Личная жизнь
Умеет петь и играть на гитаре. Страстный фанат группы Metallica. Участвовал в создании рекламных роликов. Выпустил альбом «Lars Ricken’s Hot shots».
С июля 2010 года был женат на телеведущей Андреа Кайзер, с которой развелся в августе 2013 года. В мае 2016 года женился на новой подруге и в этом же месяце стал отцом (родилась дочка).

## Достижения
«Боруссия» Дортмунд
- Чемпион Германии: 1994/95, 1995/96, 2001/02
- 3-е место в чемпионате Германии: 1996/97, 2000/01, 2002/03
- Победитель Лиги чемпионов УЕФА: 1996/97
- Обладатель Межконтинентального кубка: 1997
- Финалист Кубка УЕФА: 2001/02
- Финалист Кубка немецкой лиги: 2003

Сборная Германии
- Вице-чемпион мира: 2002